# Euploea wallacei
Euploea wallacei är en fjärilsart som beskrevs av Felder 1860. Euploea wallacei ingår i släktet Euploea och familjen praktfjärilar. Inga underarter finns listade i Catalogue of Life.